# Гиген
Гиге́н (болг. Гиген) — село у Плевенській області Болгарії. Входить до складу общини Гулянці.

## Населення
За даними перепису населення 2011 року у селі проживали 1984 особи.
Національний склад населення села:
| Національність   | Кількість осіб | Відсоток |
| ---------------- | -------------- | -------- |
| болгари          | 1539           | 96,2%    |
| турки            | 50             | 3,1%     |
| не визначились   | 6              | 0,4%     |
| Всього відповіли | 1600           |          |

Розподіл населення за віком у 2011 році:
Динаміка населення: